# 山形隙蛛
山形隙蛛（学名：Coelotes corasides）为暗蛛科隙蛛属的动物。分布于日本以及中国大陆的辽宁等地，常生活于草丛以及落叶层。该物种的模式产地在日本。